# Svenska mästerskapen i friidrott 2020
Svenska mästerskapen i friidrott 2020 är de 125:e svenska mästerskapen, med hittills följande deltävlingar:
- SM halvmaraton den 29 juli i Anderstorp; arrangörer Hälle IF och Villstad GIF
- SM i mångkamp den 31 juli till 2 augusti i Ljungby; arrangörer Ljungby FIK
- SM lag den 6 augusti på Slottsskogsvallen, Göteborg; arrangör Örgryte IS
- Stora SM (Friidrotts-SM) den 14 till 16 augusti i Uppsala; arrangör Upsala IF
- SM maraton den 5 september på Stockholm Marathon i Stockholm; arrangörer Marathongruppen med Hässelby SK och Spårvägens FK
- SM stafett den 12  till 13 september på Slottsskogsvallen, Göteborg; arrangör Vallenklubbarna
- SM 10 km landsväg (SM-milen) den 10 oktober i Anderstorp; arrangörer Hälle IF och Villstad GIF
- SM terräng den 24 och 25 oktober i Vällingby; arrangörer Hässelby SK

## Resultat och medaljörer

### Herrar
| Gren               | Guld                    | Guld                                                             | Guld     | Silver                  | Silver                                                                   | Silver   | Brons                    | Brons                                                                  | Brons    |
| 100 meter          | Henrik Larsson          | IF Göta                                                          | 10,37    | Tom Kling-Baptiste      | Huddinge AIS                                                             | 10,52    | Thomas Jones             | IFK Växjö                                                              | 10,56    |
| 200 meter          | Felix Svensson          | Mölndals AIK                                                     | 20,80    | Tom Kling-Baptiste      | Huddinge AIS                                                             | 20,93    | Anders Pihlblad          | KFUM Örebro                                                            | 21,32    |
| 400 meter          | Nick Ekelund-Arenander  | Malmö AI                                                         | 46,60    | Emil Johansson          | Turebergs FK                                                             | 47,51    | Kasper Kadestål          | Malmö AI                                                               | 48,08    |
| 800 meter          | Andreas Kramer          | Sävedalens AIK                                                   | 1:45,53  | Felix Francois          | Örgryte IS                                                               | 1:46,96  | Erik Martinsson          | Gefle IF                                                               | 1:47,58  |
| 1 500 meter        | Johan Rogestedt         | F Stenungsunds FI                                                | 3:53,99  | Andreas Almgren         | Turebergs FK                                                             | 3:54,45  | Samuel Pihlström         | Hälle IF                                                               | 3:54,84  |
| 5 000 meter        | Suldan Hassan           | Ullevi FK                                                        | 13:57,27 | Emil Danielsson         | Spårvägens FK                                                            | 13:58,33 | Emil Millán de la Oliva  | Eskilstuna FI                                                          | 14:01,33 |
| 10 000 meter       | Emil Millán de la Oliva | Eskilstuna FI                                                    | 29:49,05 | David Nilsson           | Högby IF                                                                 | 29:50,75 | Samuel Russom            | IS Göta                                                                | 29:59,92 |
| 10 km landsväg     | Samuel Tsegay           | Hälle IF                                                         | 28:31    | Samuel Russom           | IS Göta                                                                  | 28:38    | David Nilsson            | Högbo IF                                                               | 28:49    |
| Halvmaraton        | Samuel Russom           | IS Göta                                                          | 1:03:47  | Samuel Tsegay           | Hälle IF                                                                 | 1:03:52  | Mustafa Mohamed          | Hälle IF                                                               | 1:03:59  |
| Maraton            | Samuel Tsegay           | Hälle IF                                                         | 2:14:41  | Samuel Russom           | IS Göta                                                                  | 2:16:14  | Archibald Casteel        | Spårvägens FK                                                          | 2:18:28  |
| 100 km landsväg    | -                       | -                                                                |          | -                       | -                                                                        |          | -                        | -                                                                      |          |
| 4 km terräng       | Mohammad Reza           | Spårvägens FK                                                    | 12:00    | Emil Millán de la Oliva | Eskilstuna FI                                                            | 12:02    | Emil Danielsson          | Spårvägens FK                                                          | 12:05    |
| 10 km terräng      | Samuel Tsegay           | Hälle IF                                                         | 30:46    | Samuel Russom           | IS Göta                                                                  | 30:53    | Emil Millán de la Oliva  | Eskilstuna FI                                                          | 31:22    |
| 4 km terräng lag   | Spårvägens FK           | Mohammad Reza, Emil Danielsson, Archibald Casteel                | 23 p     | Hässelby SK             | Elmar Engholm, Axel Djurberg, Andreas Jansson                            | 42 p     | Eskilstuna FI            | Emil Millán de la Oliva, Adhanom Abraha, Yared Kidane                  | 49 p     |
| 10 km terräng lag  | Spårvägens FK           | Emil Danielsson, Archibald Casteel, Mohammad Reza                | 31 p     | Hässelby SK             | Elmar Engholm, Axel Djurberg, Andreas Jansson                            | 60 p     | Eskilstuna FI            | Emil Millán de la Oliva, Adhanom Abraha, Mirza Nalic                   | 63 p     |
| 110 meter häck     | Max Hrelja              | Malmö AI                                                         | 14,00    | Anton Levin             | Malmö AI                                                                 | 14,48    | Fredrick Ekholm          | IFK Lidingö                                                            | 14,49    |
| 400 meter häck     | Oskar Edlund            | Täby IS                                                          | 50,15    | Carl Bengtström         | Örgryte IS                                                               | 50,42    | Johan Claeson            | Linköpings GIF                                                         | 51,56    |
| 3 000 meter hinder | Simon Sundström         | IFK Lidingö                                                      | 8:48,33  | Emil Blomberg           | Hässelby SK                                                              | 8:53,18  | Vidar Johansson          | Sävedalens AIK                                                         | 8:55,07  |
| 4 × 100 meter      | Ullevi FK               | Nils Thornberg Patrik Andersson Alexander Lesser Lucas Bolin     | 40,45    | Malmö AI                | Kasper Kadestål Austin Hamilton Viktor Bondesson Jean-Christian Zirignon | 40,56    | Örgryte IS               | Jonatan Hirsh Alexander Andreasson Carl Bengtström Jonathan Carbe      | 40,59    |
| 4 × 400 meter      | Ullevi FK               | Martin Selin Anton Bengtsson Nils Thornberg Alexander Lesser     | 3:14,12  | Malmö AI                | Viktor Bondesson Simon Martinsson Kasper Kadestål Anton Sigurdsson       | 3:14,31  | Spårvägens FK            | Kristian Efremov Joakim Andersson Tor Ekström Ìvar Kristinn Jasonarson | 3:16,17  |
| 4 × 800 meter      | Spårvägens FK           | Bienvenue Musore Kalle Berglund Emil Danielsson Joakim Andersson | 7:34,64  | Hässelby SK             | Emil Blomberg Gustav Bivstedt Gustav Berlin Anton Persson                | 7:42,85  | Mölndals AIK             | Jonathan Grahn Simon Wikell Victor Wahlgren Alexander Nilsson          | 7:58,82  |
| 4 × 1 500 meter    | Spårvägens FK           | Mohammad Reza John Foitzik Emil Danielsson Kalle Berglund        | 15:27,55 | Sävedalens AIK          | Erik Jälknäs Leo Magnusson Jonatan Fridolfsson Vidar Johansson           | 15:40,06 | Hässelby SK              | Anton Persson Elmar Engholm Axel Djurberg Gustav Berlin                | 15:43,69 |
| Höjdhopp           | Melwin Lycke Holm       | Kils AIK                                                         | 2,13     | Oskar Lundqvist         | Upsala IF                                                                | 2,11     | Emil Uhlin Fabian Delryd | Falu IK Täby IS                                                        | 2,08     |
| Stavhopp           | Armand Duplantis        | Upsala IF                                                        | 5,63     | Melker Svärd Jacobsson  | Örgryte IS                                                               | 5,53     | Simon Thor               | Hässelby SK                                                            | 5,18     |
| Längdhopp          | Thobias Montler         | Malmö AI                                                         | 8,15     | Andreas Otterling       | IFK Lidingö                                                              | 7,55     | Erik Johansson           | Ullevi FK                                                              | 7,42     |
| Tresteg            | Jesper Hellström        | Hässelby SK                                                      | 16,09    | Isak Persson            | Örgryte IS                                                               | 15,76    | Erik Ehrlin              | Hammarby IF                                                            | 15,40    |
| Kula               | Wictor Petersson        | Malmö AI                                                         | 20,60    | Viktor Gardenkrans      | Upsala IF                                                                | 19,32    | Jesper Arbinge           | Spårvägens FK                                                          | 18,80    |
| Diskus             | Daniel Ståhl            | Spårvägens FK                                                    | 68,74    | Simon Pettersson        | Hässelby SK                                                              | 64,73    | Axel Härstedt            | Malmö AI                                                               | 58,77    |
| Slägga             | Ragnar Carlsson         | Hässelby SK                                                      | 70,83    | Oscar Vestlund          | IF Göta Karlstad                                                         | 69,31    | Ryan McCullough          | Malmö AI                                                               | 66,01    |
| Spjut              | Kim Amb                 | Bålsta IK                                                        | 83,60    | Jakob Samuelsson        | Hässelby SK                                                              | 71,31    | Sebastian Thörngren      | IFK Växjö                                                              | 68,93    |
| Tiokamp            | Fredrik Samuelsson      | Hässelby SK                                                      | 7 854 p. | Marcus Nilsson          | Högby IF                                                                 | 7 574 p. | Andreas Gustafsson       | Upsala IF                                                              | 7 297 p. |
| Lagtävling         | Örgryte IS              | —                                                                | 58 p.    | Hässelby SK             | —                                                                        | 58 p.    | Ullevi FK                | —                                                                      | 57 p.    |

1. ↑  Tävlingen avlyst. Begränsningar i ordningslagen förhindrade en säkert genomförd tävling.

### Damer
| Gren               | Guld                | Guld                                                            | Guld     | Silver             | Silver                                                      | Silver   | Brons                | Brons                                                              | Brons    |
| 100 meter          | Nikki Anderberg     | Malmö AI                                                        | 11,47    | Claudia Payton     | Ullevi FK                                                   | 11,53    | Daniella Busk        | Malmö AI                                                           | 11,74    |
| 200 meter          | Moa Hjelmer         | Spårvägens FK                                                   | 23,47    | Lisa Lilja         | Ullevi FK                                                   | 23,53    | Daniella Busk        | Malmö AI                                                           | 24,05    |
| 400 meter          | Moa Hjelmer         | Spårvägens FK                                                   | 53,39    | Sandra Knezevic    | Hammarby IF                                                 | 54,08    | Klara Helander       | Upsala IF                                                          | 54,59    |
| 800 meter          | Lovisa Lindh        | Ullevi FK                                                       | 2:04,89  | Hanna Hermansson   | Turebergs FK                                                | 2:04,95  | Senna Ohlsson        | Sävedalens AIK                                                     | 2:06,05  |
| 1 500 meter        | Hanna Hermansson    | Turebergs FK                                                    | 4:16,07  | Sara Christiansson | Sävedalens AIK                                              | 4:18,76  | Alice Magnell Millán | Eskilstuna FI                                                      | 4:20,11  |
| 5 000 meter        | Meraf Bahta         | Hälle IF                                                        | 16:27,13 | Linn Nilsson       | Hälle IF                                                    | 16:27,50 | Sara Christiansson   | Sävedalens AIK                                                     | 16:30,51 |
| 10 000 meter       | Meraf Bahta         | Hälle IF                                                        | 34:07,21 | Sarah Lahti        | Hässelby SK                                                 | 34:07,54 | Linn Nilsson         | Hälle IF                                                           | 34:07,99 |
| 10 km landsväg     | Meraf Bahta         | Hälle IF                                                        | 32:02    | Carolina Wikström  | LK Roslagen                                                 | 32:38    | Hanna Lindholm       | Huddinge AIS                                                       | 33:07    |
| Halvmaraton        | Charlotta Fougberg  | Ullevi FK                                                       | 1:16:51  | Linnéa Sennström   | Hässelby SK                                                 | 1:17:07  | Charlotte Andersson  | IFK Umeå                                                           | 1:17:20  |
| Maraton            | Carolina Wikström   | LK Roslagen                                                     | 2:33:59  | Mikaela Arfwedson  | Spårvägens FK                                               | 2:38:28  | Louise Wiker         | Hässelby SK                                                        | 2:46:51  |
| 100 km landsväg    | -                   | -                                                               |          | -                  | -                                                           |          | -                    | -                                                                  |          |
| 4 km terräng       | Meraf Bahta         | Hälle IF                                                        | 13:38    | Samrawit Mengsteab | Hälle IF                                                    | 13:54    | Anastasia Denisova   | Sävedalens AIK                                                     | 13:55    |
| 10 km terräng      | Meraf Bahta         | Hälle IF                                                        | 35:00    | Sarah Lahti        | Hässelby SK                                                 | 35:05    | Anastasia Denisova   | Sävedalens AIK                                                     | 36:28    |
| 4 km terräng lag   | Hälle IF            | Meraf Bahta, Samrawit Mengsteab, Lisa Risby                     | 10 p     | Sävedalens AIK     | Anastasia Denisova, Sara Christiansson, Lisa Bergdahl       | 29 p     | Göteborg-Majorna OK  | Lina Strand, Moa Enmark, Agnes Leo                                 | 47 p     |
| 10 km terräng lag  | Hälle IF            | Meraf Bahta, Samrawit Mengsteab, Lisa Risby                     | 17 p     | Hässelby SK        | Sarah Lahti, Sanna Mustonen, Louise Wiker                   | 25 p     | IFK Umeå             | Charlotte Andersson, Malin Skog, Klara Hofer Mattsson              | 30 p     |
| 100 meter häck     | Lovisa Karlsson     | Högby IF                                                        | 13,67    | Tilde Johansson    | Falkenbergs IK                                              | 13,80    | Julia Wennersten     | IK Ymer                                                            | 13,82    |
| 400 meter häck     | Hanna Palmqvist     | Mölndals AIK                                                    | 57,33    | Moa Granat         | Vallentuna FK                                               | 58,06    | Amanda Holmberg      | Lidköpings IS                                                      | 58,64    |
| 3 000 meter hinder | Amélie Svensson     | Sävedalens AIK                                                  | 10:17,75 | Emma Dahl          | Örgryte IS                                                  | 10:19,24 | Julia Samuelsson     | Högby IF                                                           | 10:26,23 |
| 4 × 100 meter      | Malmö AI            | Wilma Rosenquist Nikki Anderberg Daniella Busk Linnea Killander | 45,05    | Ullevi FK          | Ide Ileso Lisa Lilja Ebba Magnusson Elin Hallbjörner        | 46,92    | IF Göta              | Emilia Kjellberg Ida Hansen Erica Jarder Kaiza Karlén              | 47,08    |
| 4 × 400 meter      | IF Göta             | Lovisa Ellström Hanna Karlsson Lathifa Afrah Lova Perman        | 3:47,79  | Malmö AI           | Emilia Mandl Josefin Magnusson Linnea Killander Maria Freij | 3:52,31  | IFK Göteborg         | Ivana Pekic Ida Kühnel Pappila Agnes Thundal Elin Pettersson       | 4:15,66  |
| 4 × 800 meter      | Göteborgs KIK       | Julia Nielsen Wilma Nielsen Sandra Åbergh Emma Söderström       | 9:08,27  | IF Göta            | Lovisa Ellström Olivia Weslien Wilma Karlsson Lova Perman   | 9:10,34  | IFK Göteborg         | Alva Thunberg Nicole Tiourine Madeleine Björlin-Delmar Saga Provci | 9:10,60  |
| 3 × 1 500 meter    | Sävedalens AIK      | Gaël De Coninck Lisa Bergdahl Sara Christiansson                | 14:01,90 | Örgryte IS         | Saga Provci Nicole Tiourine Madeleine Björlin-Delmar        | 14:18,85 | Göteborgs KIK        | Julia Nielsen Sandra Åberg Wilma Nielsen                           | 14:25,08 |
| Höjdhopp           | Erika Kinsey        | Trångsvikens IF                                                 | 1,95     | Sofie Skoog        | IF Göta                                                     | 1,89     | Bianca Salming       | Turebergs FK                                                       | 1,87     |
| Stavhopp           | Angelica Bengtsson  | Hässelby SK                                                     | 4,71     | Lisa Gunnarsson    | Hässelby SK                                                 | 4,46     | Michaela Meijer      | Örgryte IS                                                         | 4,36     |
| Längdhopp          | Khaddi Sagnia       | Ullevi FK                                                       | 6,72     | Erica Jarder       | IF Göta                                                     | 6,42     | Tilde Johansson      | Falkenbergs IK                                                     | 6,33     |
| Tresteg            | Rebecka Abrahamsson | Örgryte IS                                                      | 13,56    | Maja Åskag         | Råby-Rekarne FIF                                            | 13,42    | Aina Griksaite       | Spårvägens FK                                                      | 13,09    |
| Kula               | Fanny Roos          | Malmö AI                                                        | 18,59    | Frida Åkerström    | Hässelby SK                                                 | 17,10    | Axelina Johansson    | Hässelby SK                                                        | 16.85    |
| Diskus             | Vanessa Kamga       | Upsala IF                                                       | 56,11    | Emma Ljungberg     | Spårvägens FK                                               | 55,92    | Fanny Roos           | Malmö AI                                                           | 54,85    |
| Slägga             | Ida Storm           | Malmö AI                                                        | 68,54    | Tracey Andersson   | Ullevi FK                                                   | 67,75    | Grete Ahlberg        | Hammarby IF                                                        | 64,13    |
| Spjut              | Ásdís Hjálmsdóttir  | Spårvägens FK                                                   | 57,27    | Sofi Flink         | Västerås FK                                                 | 55,10    | Matilda Elfgaard     | Athletics 24Seven SK                                               | 50,30    |
| Sjukamp            | Bianca Salming      | Turebergs FK                                                    | 6 042 p. | Lovisa Karlsson    | Högby IF                                                    | 5 584 p. | Amanda Holmberg      | Lidköpings IS                                                      | 5 397 p. |
| Lagtävling         | Ullevi FK           | —                                                               | 78 p.    | Spårvägens FK      | —                                                           | 75 p.    | Upsala IF            | —                                                                  | 63 p.    |

1. ↑  Tävlingen avlyst. Begränsningar i ordningslagen förhindrade en säkert genomförd tävling.